# Luke Air Force Base
La Luke Air Force Base è una base militare dell'United States Air Force, gestita dall'Air Education and Training Command e situata vicino alla città di Phoenix, in Arizona

## Informazioni Generali
La struttura odierna è stata attivata nel 1941, e prende il nome dal Tenente Frank Luke Jr., ucciso in azione il 29 settembre 1918.

## Unità
Attualmente l'unità ospitante è il 56th Fighter Wing.
Sono presenti i seguenti reparti:
- U.S.A.F.
  - 944th Fighter Wing, Air Force Reserve Command

Dal 2 luglio 2024 è presente anche il 156º Gruppo "Le Linci" dell'Aeronautica Militare Italiana, per la conversione operativa sul velivolo F-35.